# Artibeus anderseni
Artibeus anderseni је врста слепог миша из породице љиљака-вампира (Phyllostomidae).

## Распрострањење
Ареал врсте је ограничен на мањи број држава. Присутна је у следећим државама: Бразил, Колумбија, Перу, Еквадор и Боливија.

## Станиште
Станиште врсте су шуме до 1.300 метара надморске висине. 

## Угроженост
Ова врста је наведена као последња брига, јер има широко распрострањење и честа је врста.